# Très Saint-Synode

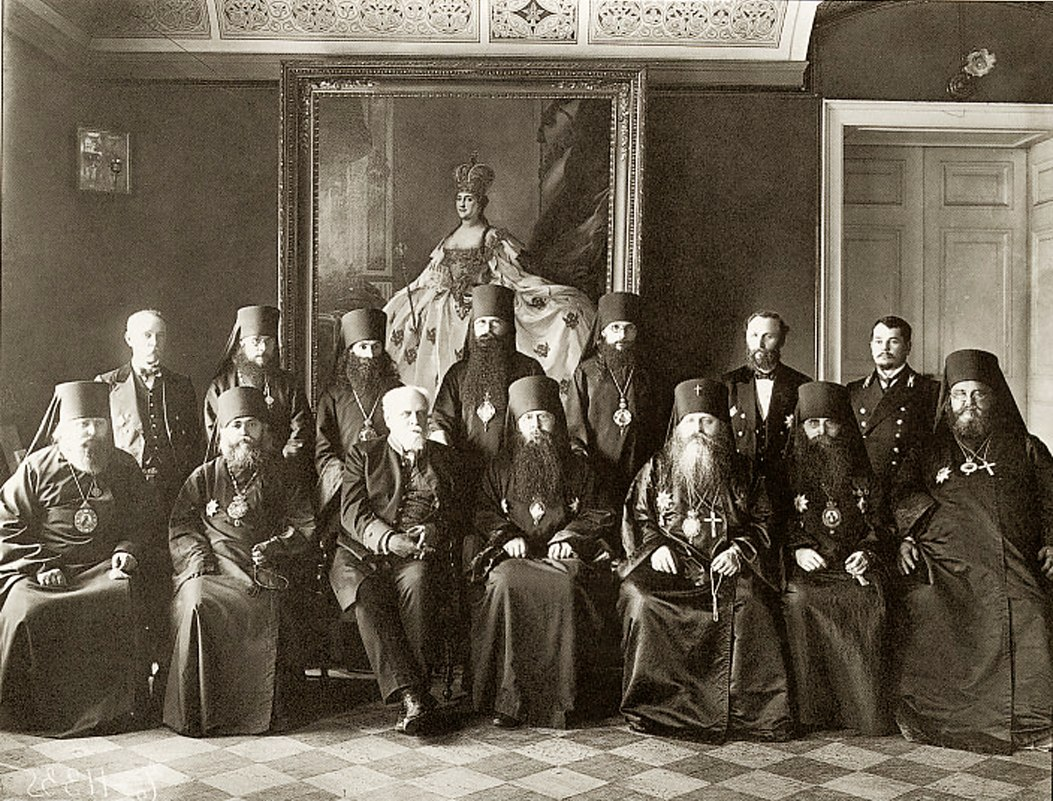
Les participants à la réunion extraordinaire du Saint-Synode le 26 juillet 1911 dans le hall principal de la maison du métropolite dans la Laure d'Alexandre Nevsky.

Le très Saint-Synode dirigeant (en russe : Святѣйшій Правительствующій Сѵнодъ, Святейший Правительствующий Синод) est la plus haute instance dirigeante de l'Église orthodoxe russe entre 1721 et 1918 (1918 est le moment où l'Église rétablit le patriarcat). La juridiction du très Saint Synode s'étendait à toutes sortes de questions ecclésiastiques et à certaines questions en partie laïques. Elle abolissait de fait le pouvoir du patriarche et donnait à l'Etat impérial russe un droit de regard sur les affaires religieuses.
Le tsar Pierre Ier établit le Synode le 25 janvier 1721 au cours de sa réforme de l'Église. Sa création a été suivie de l'abolition du patriarcat. Le synode était composé en partie de personnalités ecclésiastiques, en partie de laïcs nommés par le tsar. Les membres comprenaient les métropolites de Saint-Pétersbourg, Moscou et Kiev, ainsi que l'exarque de Géorgie. À l'origine, le Synode comptait dix membres ecclésiastiques, mais le nombre est passé par la suite à douze.

## Histoire

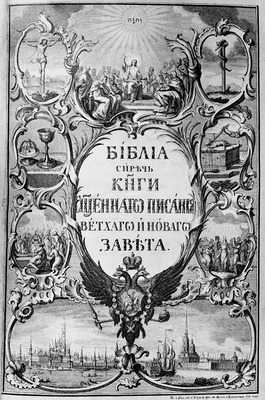
Le 14 novembre 1712, un arrêté royal a été publié pour une nouvelle traduction faisant autorité de la Bible en église slave. Il a été publié le 18 décembre 1751 et est toujours utilisé aujourd'hui.

Cette création originale dans l'histoire de l'orthodoxie et de la Russie s'inscrit dans une série de réformes d'un Pierre le Grand désireux de moderniser son pays selon des modèles d'administration modernes, ceux de l'Europe des Lumières. Il s'agit donc d'un effort pour affaiblir le pouvoir et l'autorité de l' Église orthodoxe russe, mais également pour défier les valeurs traditionnelles russes, qui étaient enracinées dans la religion et une structure sociale définie par les boyards et l'aristocratie, les marchands, les clercs, les paysans et les serfs. Un aspect clé de cet édit est qu'il nie la divinité ou sainteté de l'église et la réduit à n'être qu'une des institutions de l'État.

### La vacance du patriarcat et les réformes de l'Eglise (1700-1721)

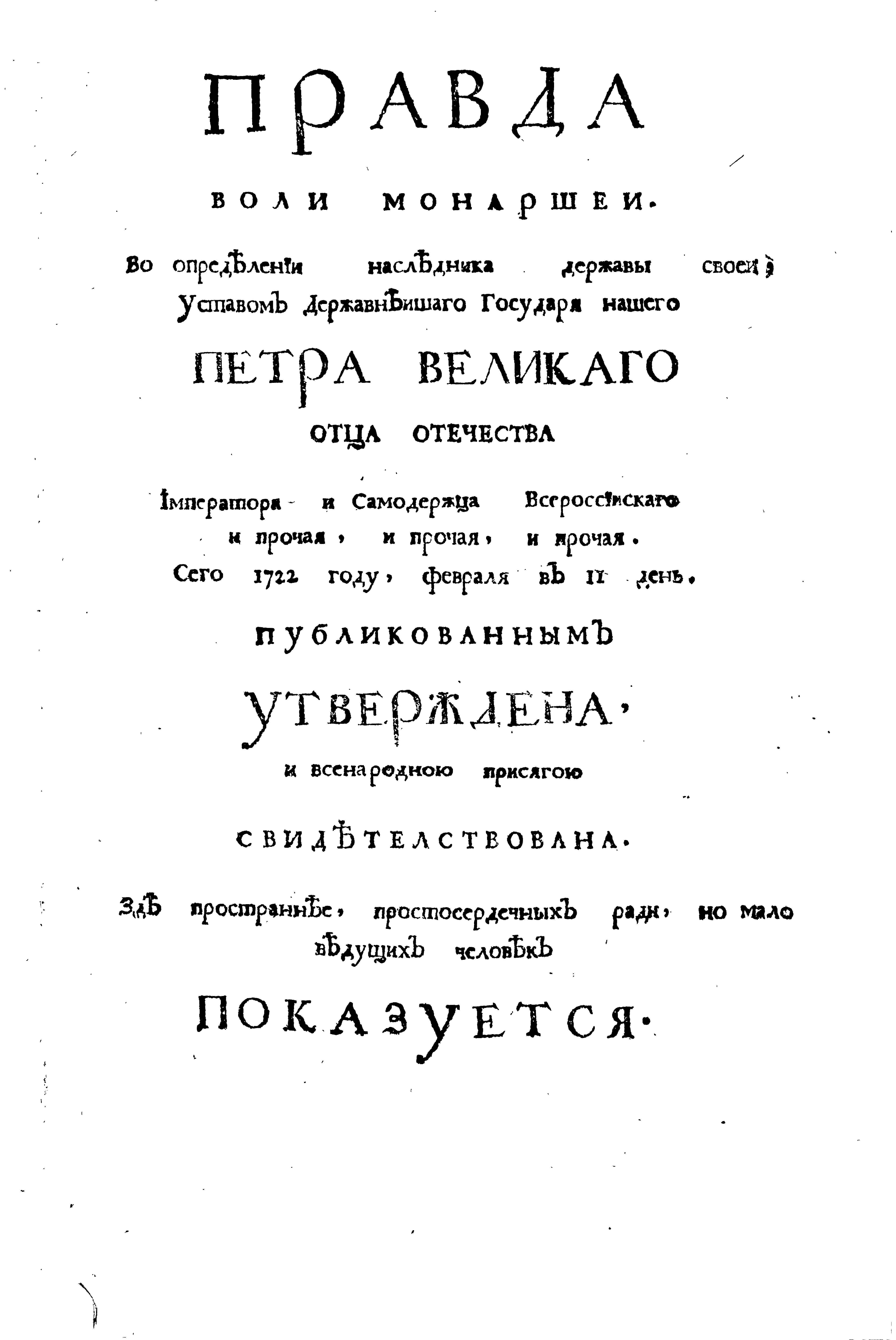
Правда воли монаршей (« La Justice de la volonté monarchique») de Théophane Prokopovitch, 1722, page de titre

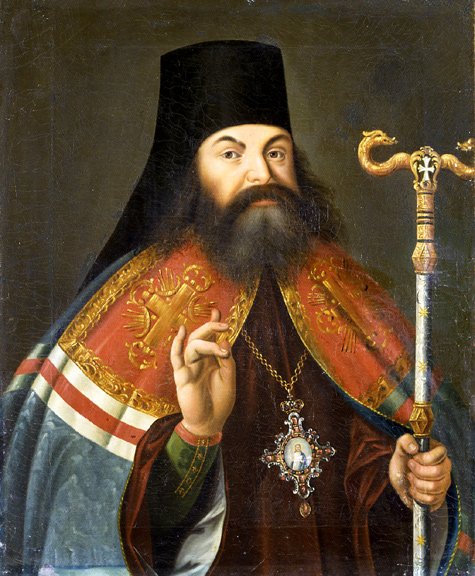
Théophane Prokopovitch.

Lorsque le patriarche Adrien, connu pour son conservatisme, meurt en 1700, Pierre laisse le poste vacant et le métropolite Stéphane Iavorski, partisan de la réforme, administre l'Eglise pendant environ vingt ans. 
Certains chercheurs affirment cependant que Pierre n'avait pas l'intention d'abolir le patriarcat lorsqu'il commence à modifier la structure administrative de l'église. Retarder le choix d'un nouveau patriarche s'avère économiquement avantageux; en restreignant la propriété foncière ecclésiastique et les autres luxes financiers du clergé, l'État a économisé de l'argent. Cela aurait notamment incité Pierre à abolir le patriarcat.
En 1711, la réforme attribue au Sénat l'administration de tous les sujets de l'empire, y compris les ecclésiastiques. Cela signifie donc que l'État a désormais autorité sur des questions qui étaient auparavant réservées aux autorités de l'Église. De là naît la possibilité pour l'Etat, dans certaines situations, pour de nommer des clercs pour l'administration dans des questions religieuses.
En 1716, Pierre met en place un serment pour les évêques élus de Vologda, Astrakhan et Yavorski. Le serment, divisé en sept parties, complète le serment de l'époque. Les deux premières parties concernent la méthode pour traiter les hérétiques et les opposants. La troisième section indique que les moines de leurs diocèses ne devaient pas voyager en dehors des limites du diocèse, sauf pour une question urgente, et seulement avec une autorisation écrite. Le serment interdit la construction d'églises inutiles (point 4) et l'embauche de clercs inutiles (point 5). Le serment exige que les membres du clergé soient présent dans leur propre diocèse au moins une fois par an afin de dissiper la superstition ou les apostats et de rassembler les croyants (point 6). Enfin, le serment oblige les évêques à jurer de ne pas s'impliquer dans des affaires séculières ou judiciaires.
Avant la création du Très Saint Synode, Pierre le Grand se préoccupe ainsi des améliorations dans l'église. Il est particulièrement convaincu de la nécessité d'améliorer l'éducation des clercs, car beaucoup étaient analphabètes et incapables d'administrer les sacrements.
En novembre 1718, Peter forme un Collège ecclésiastique à Saint-Pétersbourg, nouvelle capitale de l'empire et centre des administrations. Bientôt, le «Collège ecclésiastique» changera de nom en «très Saint-Synode dirigeant».
C'est l'aboutissement du projet de Théophane Prokopovitch: le Règlement spirituel dont il est l'auteur et instauré par Pierre le Grand en 1721, supprime le patriarcat, installe le Saint-Synode qui met en place une direction collégiale de l'Église russe sous le contrôle de l'État, et organise l'Église sur le modèle des consistoires protestants. Il s'oppose donc aux milieux cléricaux plus conservateurs rassemblés à Moscou, notamment au kiévien Dimitri de Rostov, ou à Étienne Iavorski, partisan de la tendance « catholique » et de l'indépendance du Patriarcat face au pouvoir civil.
En 1721, l'Eglise est ainsi mise sous la coupe des institutions étatiques.

### Après 1918
Le patriarcat est rétabli en 1918. Un Saint-Synode de l'Église orthodoxe russe est maintenu mais la fonction exécutive du collège cède la place à une structure administrative au service du patriarche. 

## Fonctionnement

### Siège

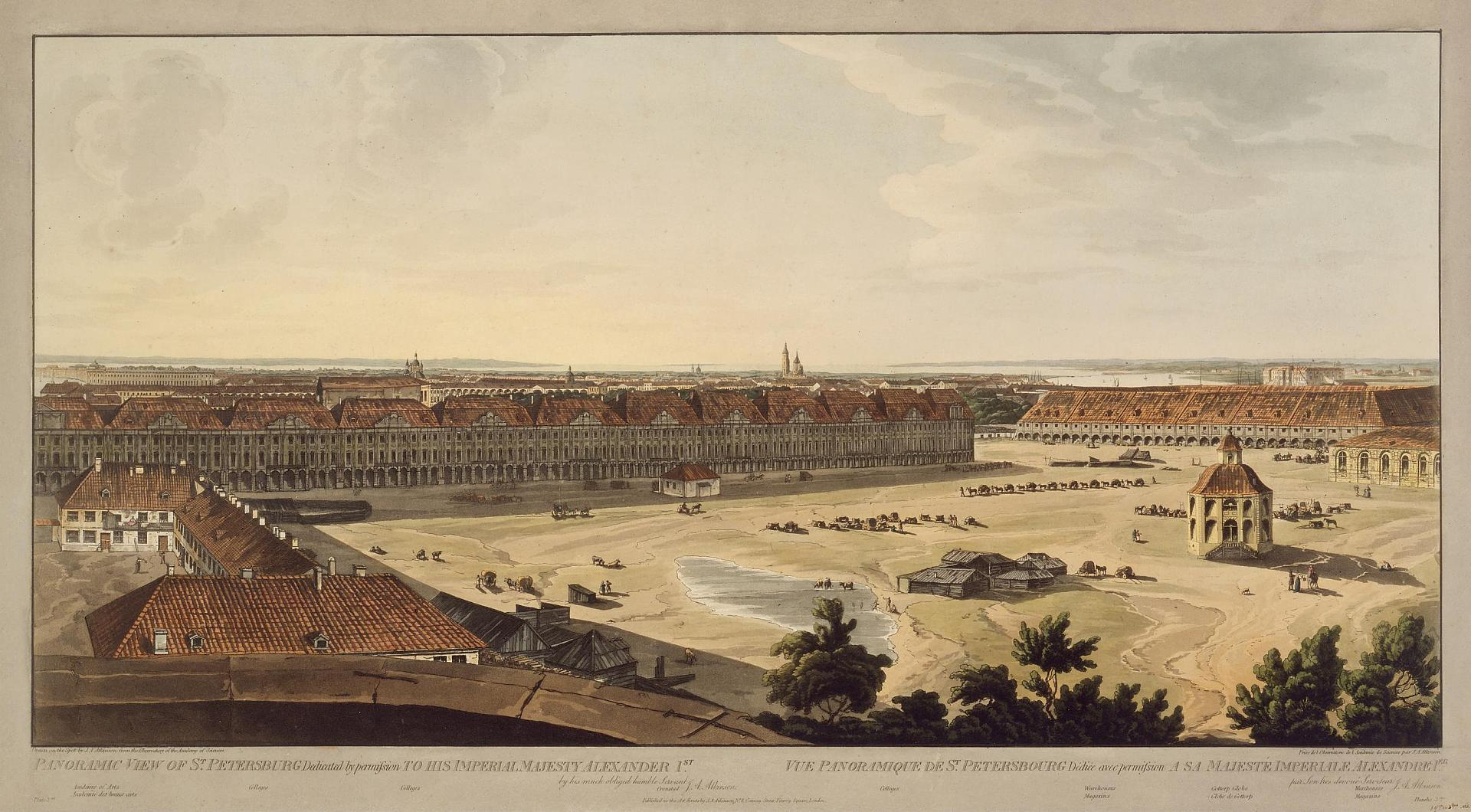
Les Douze Collèges en 1805

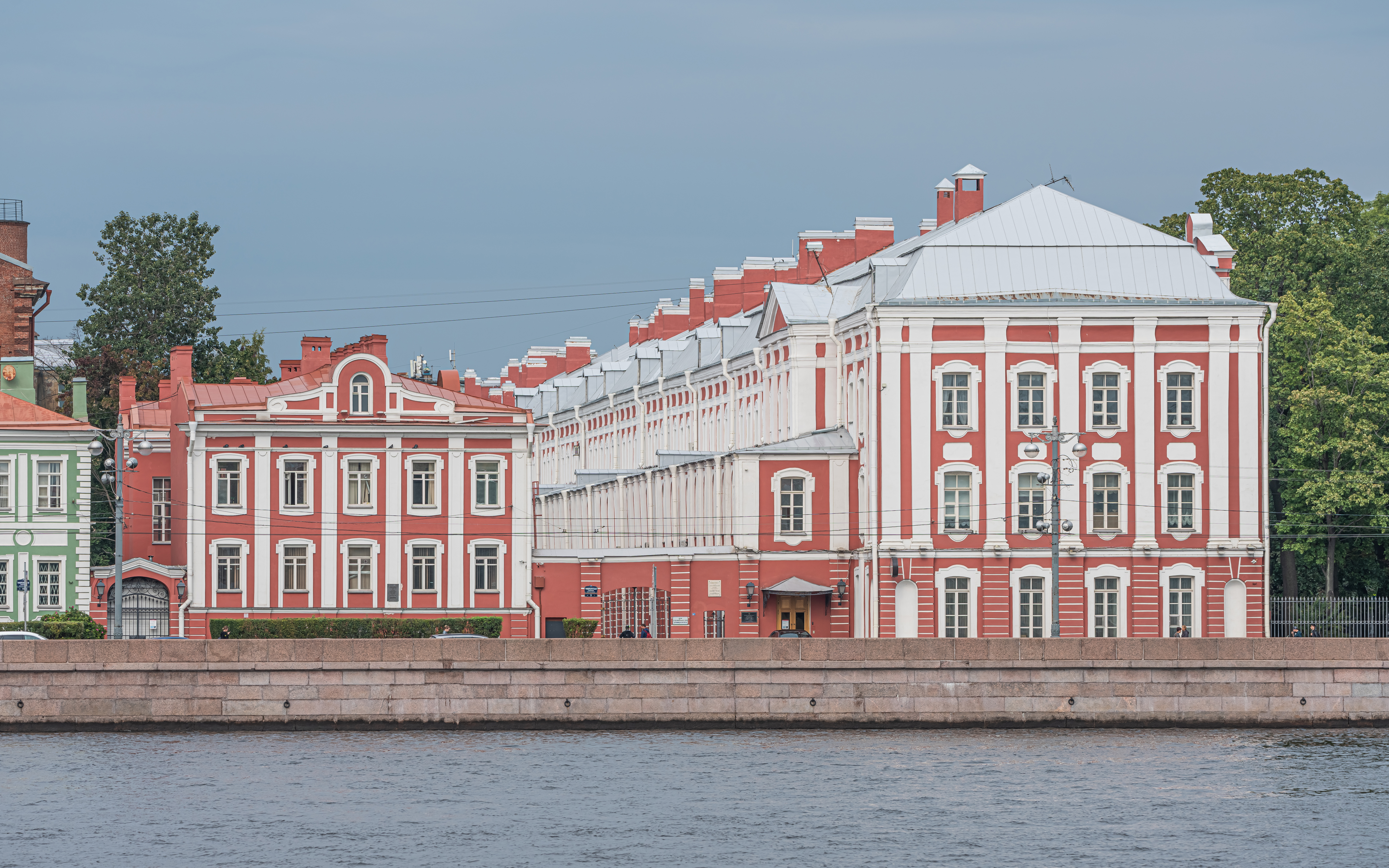
Les Douze Collèges aujourd'hui.

Le Sénat et le Saint-Synode se trouvaient à l'origine aux Douze Collèges.
La construction commence en 1722 et fait partie de l'ensemble que Pierre Ier le Grand propose de créer sur l'Île Vassilievski comme quartier administratif. C'est là que se trouverait, dans les plans de l'empereur le Sénat dirigeant, le synode et les collèges.
Les 12 Collèges sont douze unités représentant une forme transitoire entre les prikazes créés au XVIIe siècle et les ministères. Parmi ceux-ci on trouvait le collège des Affaires étrangères, le collège-manufacture, le collège de la guerre, le collège administratif, le collège de la justice, le collège du commerce, le collège des mines, le collège d'État, le collège de la chambre, le collège de révision, le collège foncier, le grand magistrat.

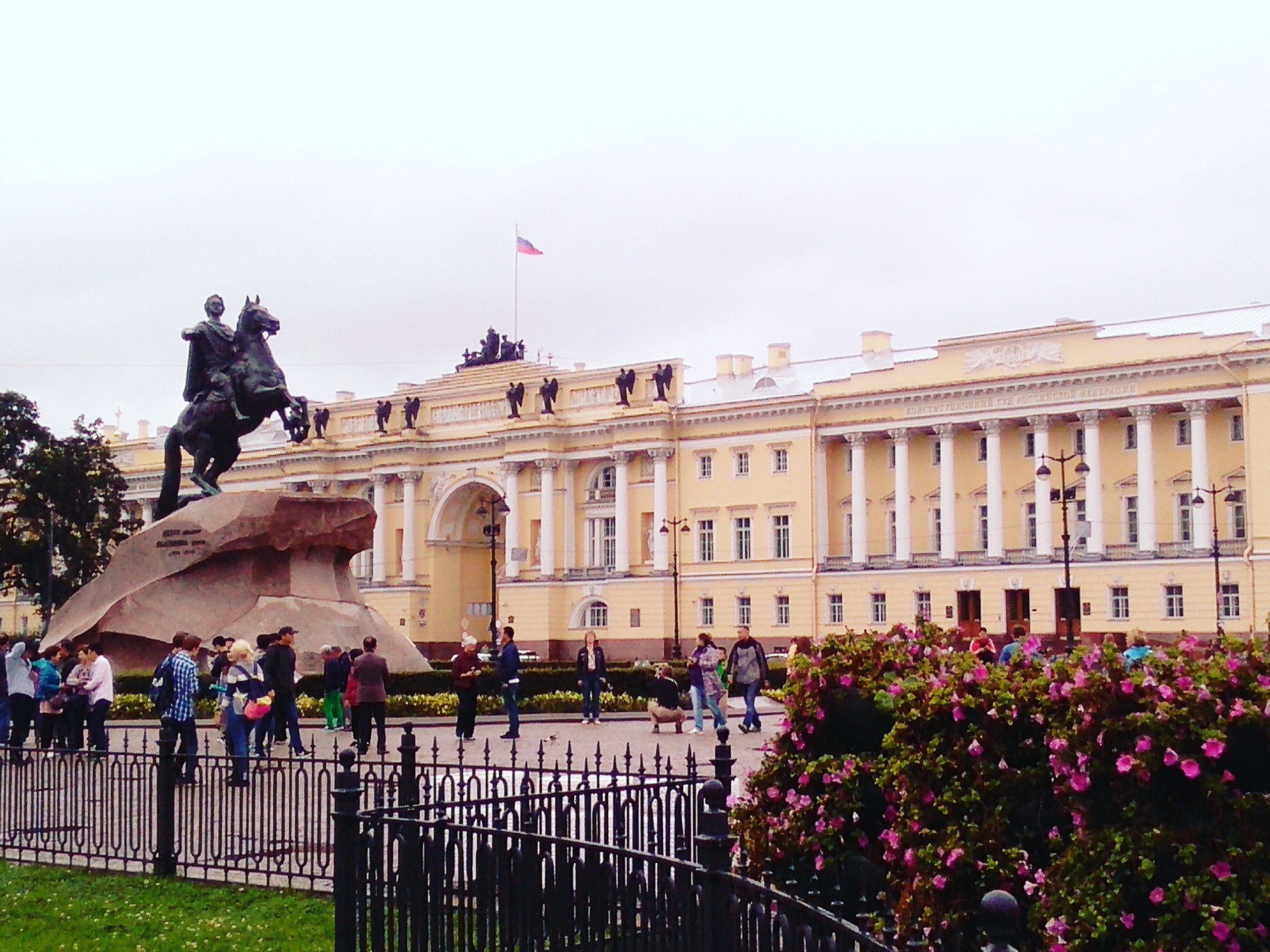
L'arche réunissant les bâtiments du Sénat et du très Saint-Synode

Avec la construction de l'Amirauté de Saint-Pétersbourg en 1806-1823, les bâtiments préexistants ne correspondaient plus à l'image générale de la place du Sénat. Il était nécessaire de reconstruire complètement et un concours est organisé pour définir un projet nouveau pour le Sénat et le Synode,,.
Les bâtiments du Sénat et du Synode (en russe : Здания Сената и Синода) sont donc érigés dans les années 1829–1834. Un arc de triomphe construit au-dessus de la rue Galernaïa relie les deux parties des bâtiments. Ils sont destinés à l'origine aux deux organes du pouvoir étatique : le Sénat russe et le Saint-Synode. Le 24 août 1829 le projet du Sénat est déposé et en 1830 celui du Synode. La construction s'achève en 1834. La construction est menée sous la direction de l'architecte Alexander Jegorowitsch Staubert (de) suivant le projet de Carlo Rossi.

### Attributions
Le Saint Synode abolit la fonction du patriarche, désormais assumée par un collège de dix, puis douze ecclésiastiques. Les membres prêtent serment au tsar. 
Le procureur en chef (Ober-Prokuror), dont le premier à assumer la fonction est le colonel I.V. Boltine, supervise le synode afin de vérifier la légalité et le bon déroulement de ses actions. 
L'Eglise orthodoxe n'est cependant pas dissoute dans l'Etat, et la propriétés ecclésiastiques sont maintenues. Le synode contrôle la propriété de l'église et est donc responsable de la création de monastères et d'églises. Mais la prolifération des monastères et du nombre de moines est dès lors contrôlée.
Pierre le Grand exige la loyauté du clergé ; les trahisons confessées aux religieux doivent être dénoncées. Une plus grande tolérance envers les non-orthodoxes se fait jour : les Vieux-Croyants sont même un temps administrés par le Saint-Synode. Les mariages mixtes entre chrétiens orthodoxes et occidentaux sont autorisés à partir de l'année de la formation du synode.

## Personnel

### Ober prokuror
Les ober prokuror étaient de hauts fonctionnaires supervisant le très Saint-Synode pour le compte de l'Etat impérial.

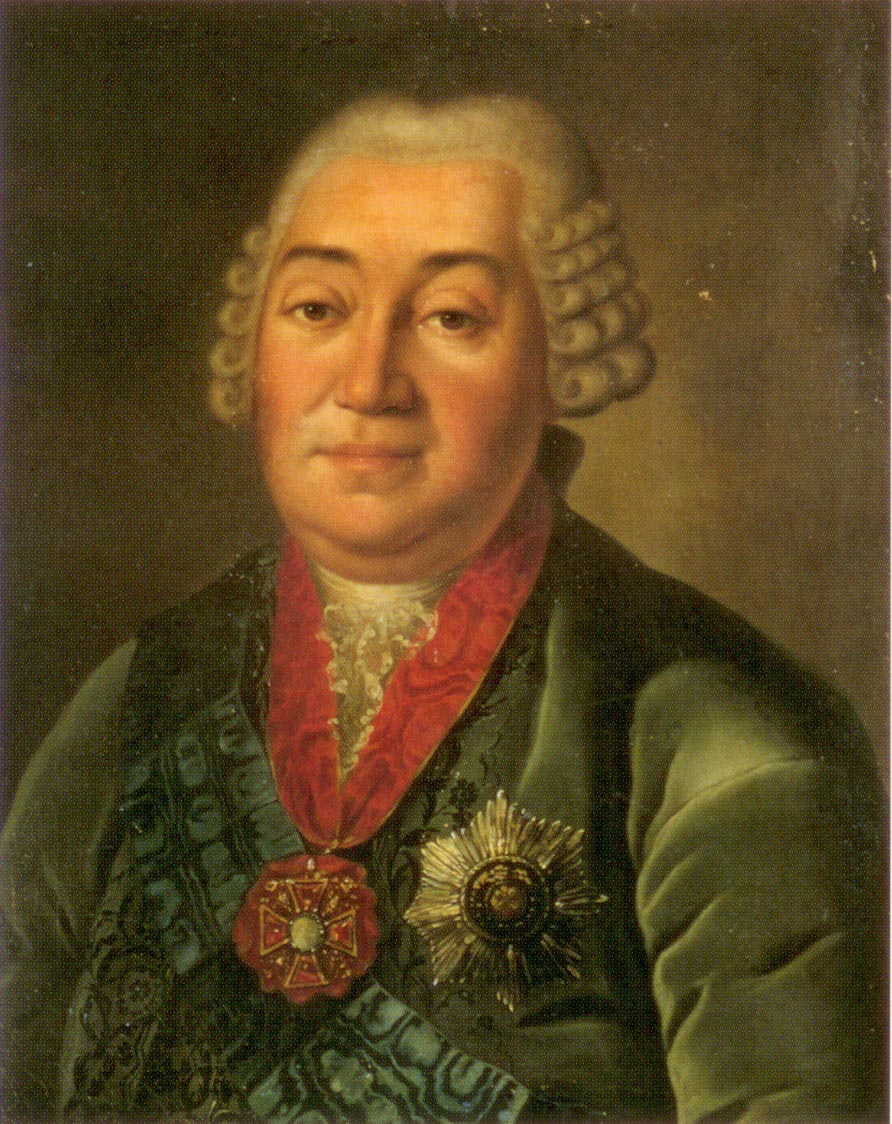
Iakov Petrovitch Chakhovskoï (1741-1753)
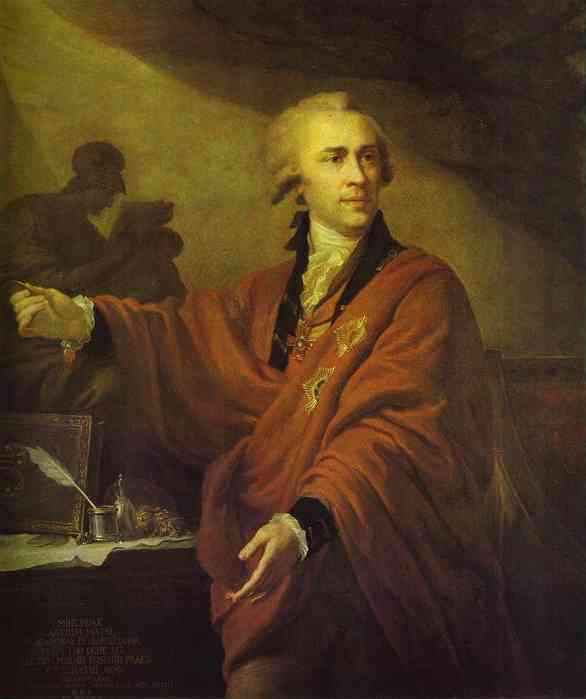
Alexeï Moussine-Pouchkine (1791-1797)
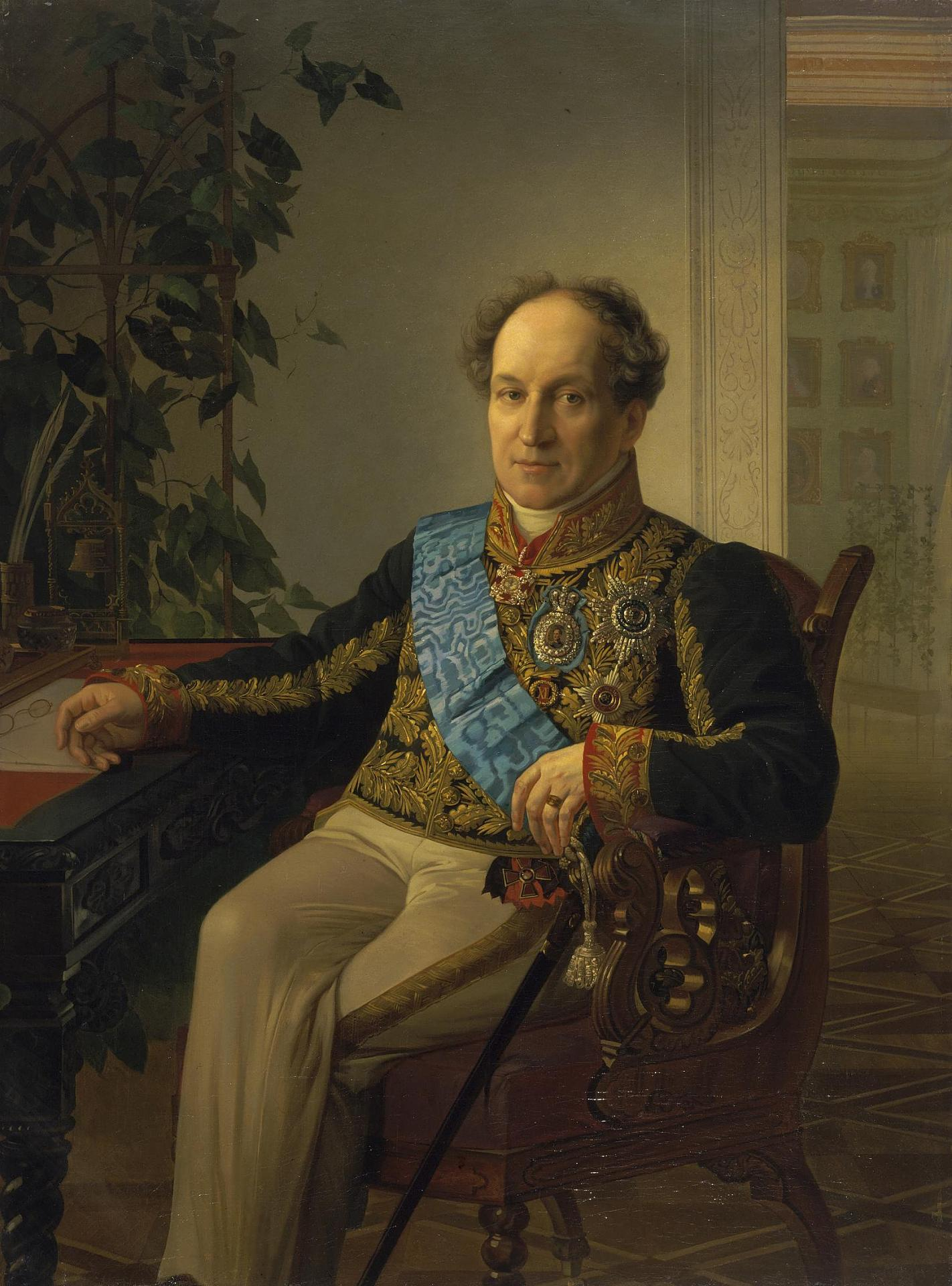
Alexandre Nikolaïevitch Golitsyne (1803-1817)
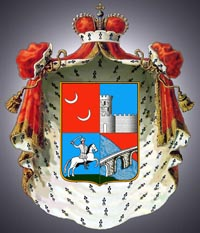
Piotr Mechtcherski (1817-1833)
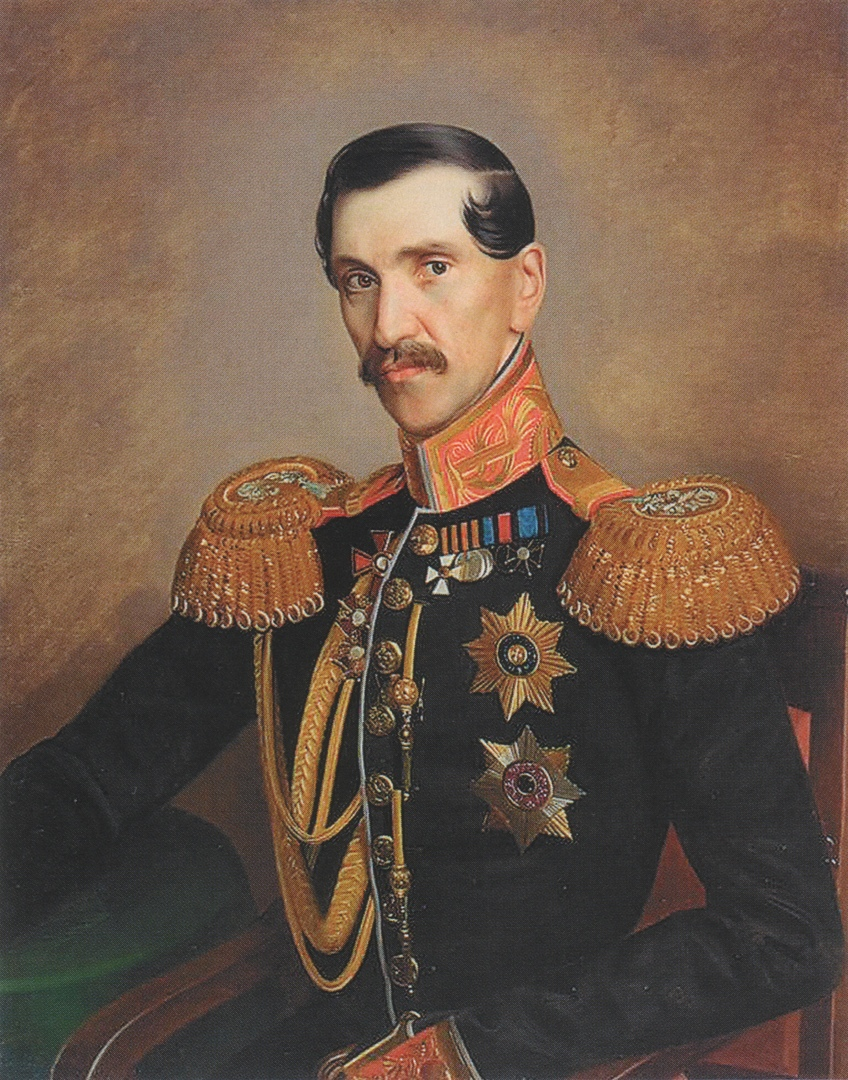
Nikolaï Protassov (1836-1855)
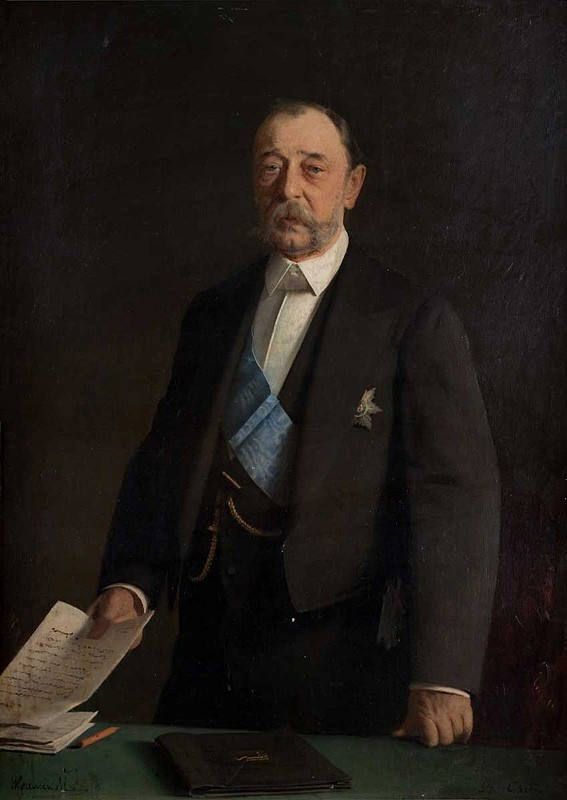
Dmitri Andreïevitch Tolstoï (1865-1880)
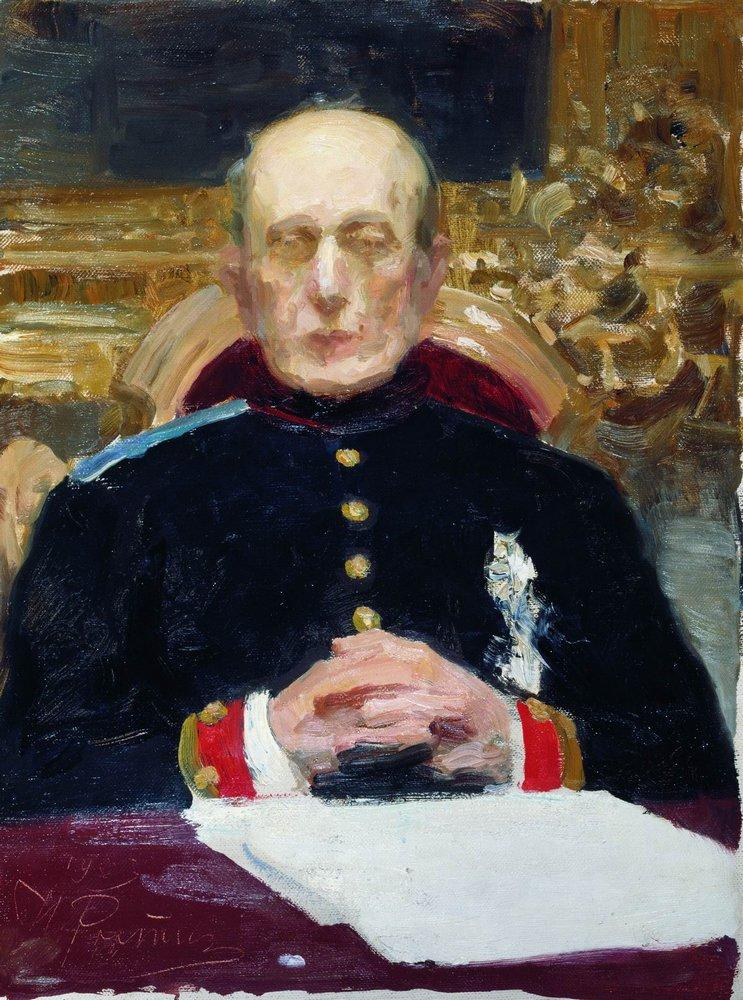
Constantin Pobiedonostsev (1880-1905)
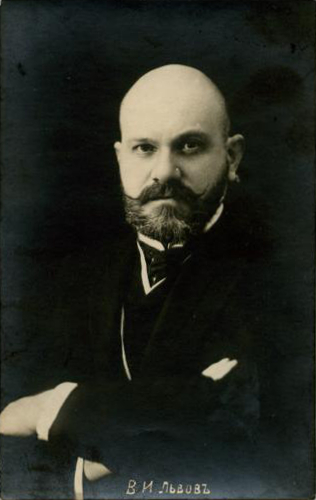
Vladimir Lvov (1917-1917)

### Ecclésiastiques dirigeants

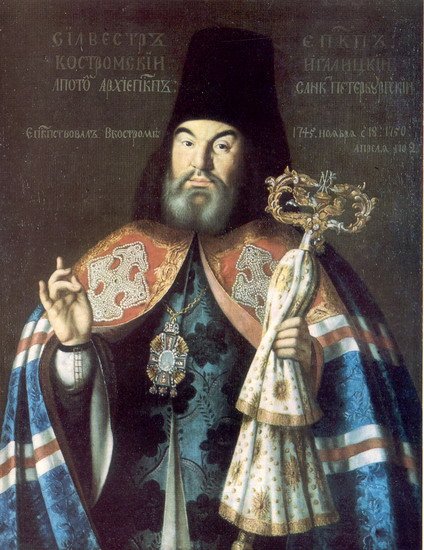
Alexis Antropov

En l'absence de patriarches, les dirigeants ecclésiastiques étaient le visage de l'Église orthodoxe de l'Empire russe, des prélats gouvernant collégialement les affaires ecclésiastiques.
- 1721-1722 Étienne Iavorski, métropolite de Riazan
- 1722-1725 (par intérim) Théodose (Yanovski), archevêque de Novgorod
- 1725-1726 (par intérim) Théophane Prokopovitch, archevêque de Novgorod
- 1726-1736 Théophane Prokopovitch, archevêque de Novgorod
  - 1736-1740 aucun
- 1740-1745 Ambroise (Youchkevitch), archevêque de Novgorod

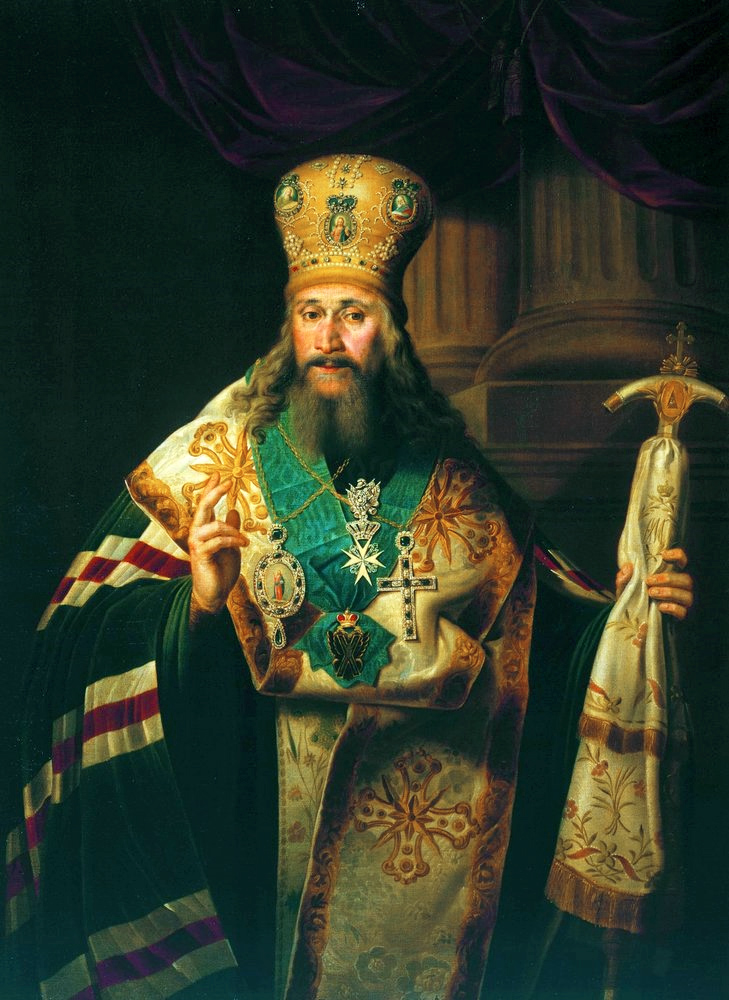
Ambroise Pobedov

- 1745-1753 Étienne (Kalinovski), archevêque de Novgorod
- 1753-1754 Platon (Malinovski), archevêque de Moscou
- 1754-1757 Silvestre (Kouliabka), archevêque de Saint-Pétersbourg
- 1757-1767 Dimitri (Setchenov), archevêque de Novgorod (depuis 1762 - métropolite)
- 1767-1770 Gabriel (Kremenetski), archevêque de Saint-Pétersbourg
- 1775-1799 Gabriel (Petrov), archevêque de Novgorod (depuis 1783 - métropolite)
- 1799-1818 Ambroise (Podobedov), archevêque de Saint-Pétersbourg (depuis 1801 - métropolite de Novgorod)
- 1818-1821 Michel (Desnitski), métropolite de Saint-Pétersbourg (depuis 1818 - de Novgorod)
- 1821-1843 Séraphin (Glagolevski), métropolite de Novgorod
- 1843-1848 Antoine (Rafalski), métropolite de Novgorod

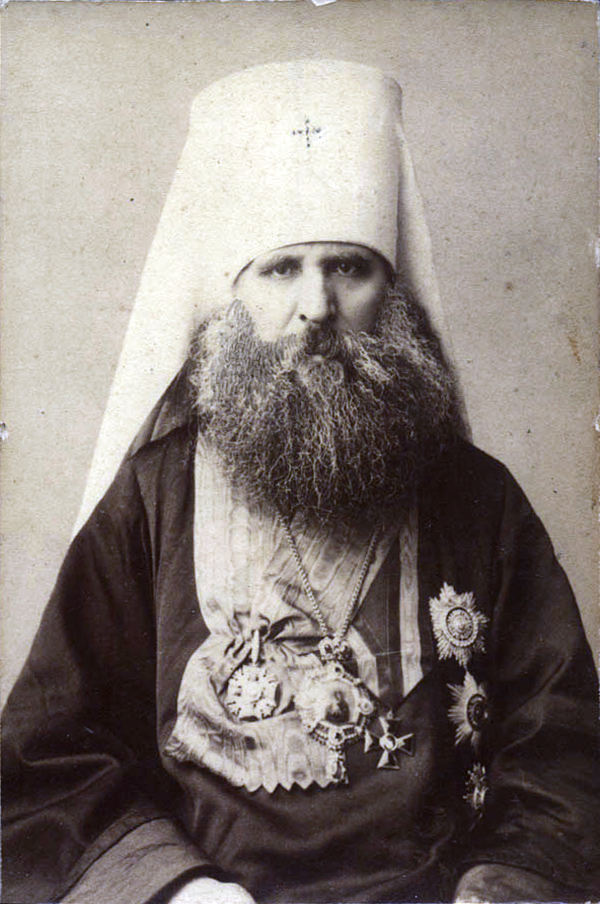
Joannique (Roudnev)

- 1848-1856 Nikanore (Klementievski), métropolite de Novgorod
- 1856-1860 Grégoire (Postnikov), métropolite de Saint-Pétersbourg
- 1860-1892 Isidore (Nikolski), métropolite de Novgorod
- 1892-1898 Pallas (Raïev), métropolite de Saint-Pétersbourg
- 1898-1900 Joannique (Roudnev), métropolite de Kiev
- 1900-1912 Antoine (Vadkovsk), métropolite de Saint-Pétersbourg
- 1912-1917 Vladimir (Bogoïavlenski), métropolite de Saint-Pétersbourg, (depuis 1915 - de Kiev)
- 1917-1917 Platon (Rojdestvensky), archevêque de Kartli et Kakhétie (plus tard - métropolite de Tbilissi et Bakou)

## Voir également
- Saint-Synode de l'Église orthodoxe russe